# Д’Изоар, Жоакен-Жан-Ксавье
Жоакен-Жан-Ксавье д’Изоар (фр. Joachim-Jean-Xavier d'Isoard; 23 октября 1766, Экс-ан-Прованс, королевство Франция — 7 октября 1839, Париж, королевство Франция) — французский кардинал. Декан Трибунала Священной Римской Роты с 10 марта 1823 по 25 июня 1827. Архиепископ Оша с 15 декабря 1828 по 13 июня 1839. Архиепископ Лиона с 13 июня по 7 октября 1839. Кардинал-священник с 25 июня 1827, с титулом церкви Сан-Пьетро-ин-Винколи с 5 июля 1827 по 15 апреля 1833. Кардинал-священник с титулом церкви Сантиссима-Тринита-аль-Монте-Пинчо с 15 апреля 1833.